# Бутз (кратер)
Бутз (англ. Butz) — метеоритний кратер на Паці — супутнику Урана. Його назву затверджено МАСом на честь Бутза — шотландського збитошного духа.